# Hadramaut (muhafaza)
Hadramaut (arab. ‏حضرموت‎) – jedna z 20 jednostek administracyjnych Jemenu. Położona we wschodniej części kraju, nosi nazwę krainy geograficzno-historycznej Hadramaut. Według danych z 2017 roku liczyła prawie 1,5 mln mieszkańców.
Do 2013 roku w jego skład wchodziła Sokotra, będąca obecnie osobną jednostką administracyjną.